# 국제자유여단
국제자유여단(튀르키예어: Enternasyonalist Özgürlük Taburu; 언어 오류(ku-latn): Tabûra Azadî ya Înternasyonal; 아랍어: طابور الحرية العالمي), 일반적으로 IFB 또는 EÖT로 약칭되는 이 단체는 혁명적 사회주의 좌익 외국인 전투원들로 구성된 무장 단체로, 시리아 내전에서 인민수호부대를 지원하며 로자바 혁명을 지지하고 튀르키예군, 시리아 국민군, 이라크 레반트 이슬람국에 대항하여 싸우고 있다. IFB의 창설은 2015년 6월 라스알아인에서 발표되었다. 이 단체는 스페인 내전의 국제여단에서 영감을 받았다. 전투원들의 정치적 이념에는 아나키즘, 마르크스-레닌주의, 호자주의, 마오쩌둥 사상, 아나르코공산주의가 포함된다.

## 주요 집단

### 통합자유군
통합자유군(튀르키예어: Birleşik Özgürlük Güçleri, 또는 BÖG)은 스페인 내전의 국제여단에서 영감을 받아 2014년 12월 코바니 마을에서 혁명적 사회주의 및 아나키즘 신념을 가진 외국 좌익 전투원들의 조직으로 설립되었다. MLKP는 참여하지 않았지만, 이들 집단은 결국 국제자유여단에 합류했다. BÖG는 "여성 자유군"(튀르키예어: Kadın Özgürlük Gücü)이라는 여성 지부도 가지고 있다. BÖG는 국제자유여단 내에서 가장 큰 집단으로 여겨진다. BOG에는 여러 분파가 있으며, 소속 집단을 참조한다.

### 마르크스-레닌주의 공산당
마르크스-레닌주의 공산당(튀르키예어: Marksist-Leninist Komünist Partisi, 약칭 MLKP)은 튀르키예의 지하 호자주의 공산당이다. MLKP 전투원들은 2012년부터 시리아에 파견되어 인민수호부대와 함께 싸운 것으로 알려졌다. MLKP 전투원들은 또한 쿠르디스탄 노동자당(PKK)의 2014년 12월 신자르의 야지디 소수민족을 방어하기 위한 북부 이라크 2014년 12월 신자르 공세에도 참여했다. 2015년 3월, 19세 독일 여성인 이바나 호프만이 동부 하사카 공세 중 이라크 레반트 이슬람국(IS)과 싸우다 사망하여, YPG와 함께 싸우다 사망한 세 번째 외국인 전투원이자 첫 여성 외국인 전투원이 되었다. MLKP의 여성 조직인 코무니스트 카든 외르귀튀(Komünist Kadın Örgütü)도 전투에 참여했다. MLKP는 국제자유여단 창설에 깊이 관여했다.

### TKP/ML TİKKO
튀르키예 노동농민해방군(튀르키예어: Türkiye İşci ve Köylü Kurtuluş Ordusu, 약칭 TİKKO)은 튀르키예 공산당/마르크스-레닌주의(튀르키예어: Türkiye Komünist Partisi/Marksist-Leninist, 약칭 TKP/ML)의 무장 조직으로, 튀르키예의 마오쩌둥주의 반군 조직이다. 2016년 3월 25일, 세레카니예에 있는 TKP/ML TİKKO 본부가 오토바이 폭탄 공격을 받아 두 명의 대원이 경미한 부상을 입고 본부가 손상되었다. 두 명의 용의자는 아사예시에 의해 구금되었다.

### 튀르키예 공산노동당/레닌주의
튀르키예 공산노동당/레닌주의(튀르키예어: Türkiye Komünist Emek Partisi/Leninist, 약칭 TKEP/L)는 튀르키예의 불법 마르크스-레닌주의 정당이다.

### 사회적 반란
사회적 반란은 2013년 튀르키예 투즐루차이르에서 일단의 녹색 아나키스트들에 의해 설립되었다.

### 공산주의 재건

RC의 깃발

공산주의 재건(스페인어: Reconstrucción Comunista, 약칭 RC)은 스페인의 마르크스-레닌주의 집단이다. 이 집단은 제2차 스페인 공화국 국기의 변형을 사용한다. RC는 MLKP와 긴밀한 관계를 맺고 있으며, 그 구성원들은 MLKP 부대의 일부로 신자르에서도 싸웠다. 이 집단의 두 명의 구성원은 스페인으로 돌아온 후 경찰에 체포되었으며, 국가의 허가 없이 스페인 밖에서 무장 분쟁에 참여하고 국가 이익을 위협하며 국제기구에서 테러 조직으로 간주되는 ISIL에 대항하는 집단에 가담한 혐의를 받았다. 2016년 1월, 8명의 스페인 시민과 1명의 튀르키예 시민이 스페인에서 체포되었다. 스페인 내무부는 성명에서 "구금된 사람들은 다양한 유럽 국가에 거주하는 다른 개인들과 협력하여 실향민들이 해외로 여행하고 최종적으로 인민수호부대(YPG) 또는 조직의 무장 지부 중 하나에 통합될 수 있는 필요한 인프라를 제공하고 있었다"며, 체포된 대다수가 '공산주의 재건' 집단에 속한다고 밝혔다. '공산주의 재건'의 지도자이자 설립자인 로베르토 바케로(Roberto Vaquero)에 따르면, 이 집단은 로자바 분쟁에 참여하지 않고 있다.

### 국제주의 연대를 위한 혁명 연합
국제주의 연대를 위한 혁명 연합(그리스어: Επαναστατικός Σύνδεσμος Διεθνιστικής Αλληλεγγύης, 약칭 ΕΣΔΑ)은 그리스의 무장 전투원 집단이다. 이들은 2015년부터 시리아에서 싸웠다.
이들의 등장은 그리스 보안 및 정보 당국에 경각심을 불러일으켰는데, "전사들이 게릴라전을 훈련받고 고국에서 배운 것을 적용할 수 있을 것"이라고 주장했다.

### 밥 크로우 여단

밥 크로우 여단 깃발

밥 크로우 여단(약칭 BCB)은 영국과 아일랜드 출신 전투원들로 구성된 집단으로 2014년 3월 심장마비로 사망한 영국 노조 지도자이자 스스로 "공산주의자/사회주의자"라고 불렀던 밥 크로우의 이름을 따서 명명되었다. 이 집단은 영국에서 파업 중인 철도 노동자들과 연대를 표명했다. RMT의 수석 부총서기 스티브 헤들리(Steve Hedley)는 "밥은 영국 젊은이들이 그의 이름으로 악의 세력과 싸울 것을 영광으로 여겼을 것입니다. 스페인에서 싸웠던 국제 여단에 대한 큰 존경자였던 크로우는 물론 성직자 파시즘과 싸우고 야지디, 무슬림, 기독교 노동자들을 노예화와 박해로부터 보호하는 새로운 국제 여단과의 유사점을 그렸을 것입니다."라고 말했다.
튀르키예와 그 동맹 반군 집단이 시리아 북부 일부를 침공하고 시리아 민주군과 충돌한 후, 튀르키예 당국은 YPG와 함께 싸우는 영국 및 기타 외국인 자원봉사자들을 테러리스트로 취급할 것이라고 밝혔다. 9월 2일, 밥 크로우 여단은 락까 전선에서 만비즈로 이동하며 "우리가 혁명을 방어하러 온 것은 크고 작은 모든 적들로부터의 방어를 의미한다"고 밝혔다. 2016년 9월 7일, 밥 크로우 여단은 아일랜드 여성들에게 아일랜드 헌법 제8차 수정안이 국민투표로 승인된 지 33주년을 맞아 이를 폐지하기 위한 투쟁과 다음 날 파업 중인 아일랜드 버스 노동자들에게 연대 메시지를 보냈다.

### 앙리 크라스키 여단

앙리 크라스키 여단의 깃발

앙리 크라스키 여단(프랑스어: Brigade Henri Krasucki)은 프랑스 출신 전투원 집단이다. 영어권 동료인 밥 크로우 여단에 영감을 받아 프랑스 노조원 앙리 크라스키의 이름을 따서 명명했다. 이 집단은 CGT 노조와 2015년 10월 5일 항공 거대 기업의 2,900개 일자리 감축 계획을 둘러싼 분쟁에서 발생한 "셔츠 찢는 사건"으로 재판을 받는 에어 프랑스 노동자들에게 연대를 표명했다.

### 국제 혁명 인민 게릴라군

IRPGF의 깃발

국제 혁명 인민 게릴라군(약칭 IRPGF)은 전 세계에서 온 외국인 아나키스트 전투원들로 구성된 전투적이고 무장된 자발적이며 수평적인 단체였다. IRPGF의 창설은 2017년 3월 31일 여러 혁명 웹사이트와 미디어 조직에 공개된 비디오와 텍스트를 통해 발표되었다. 이 단체의 선언에 따르면, 그들의 목표는 로자바의 사회혁명을 방어하고 아나키즘을 확산시키는 것이었다.
그들은 2017년 4월부터 국제자유여단의 회원 조직이자 관리팀의 일원이었다. 이는 IFB가 5월 17일 페이스북 페이지에서 발표했다. 그들의 공개적인 조직 형성 및 연대 캠페인은 전 세계적으로 관심과 지지를 얻었으며 동시에 반발도 불러일으켰다. 7월 24일, 이 집단은 성소수자 부대인 TQILA를 창설했다. 2018년 9월 24일, 이 단체는 최종 성명을 통해 해체를 발표했다.

### 퀴어 봉기 및 해방군

TQILA의 깃발

퀴어 봉기 및 해방군(약칭 TQILA)은 2017년 7월 24일 락까시의 IRPGF 구성원들이 발표한 IFB의 부대였으며 2018년 9월 24일 해체되었다.이 집단은 설립 목적을 설명하는 성명을 발표했으며, 그 주요 동기 중 하나로 ISIL의 성소수자 박해에 대한 대응이 강조되었다. 그들은 국제혁명인민게릴라군과 국제자유여단의 일부였다.

### 미하엘 이스라엘 여단
미하엘 이스라엘 여단은 2018년 초 아프린 전투 시기에 국제 자원봉사 부대로 결성되었다. 이 여단은 2016년 11월 24일 알바브 북동쪽에서 유프라테스 방어 작전 중 튀르키예 폭격으로 사망한 국제자유여단의 미국인 전투원 미하엘 이스라엘(로빈 아기리로도 알려짐)을 기리기 위해 그의 이름을 따왔다. 2018년 2월 13일 발표된 첫 보도자료에서 여단은 스스로를 "전 세계에서 온 공산주의자, 사회주의자, 아나키스트, 반파시스트들로 구성된 집단으로, [...] 로자바에서 연대, 국제주의, 반파시즘의 원칙으로 뭉쳤다"고 소개했다. 이 집단은 주로 튀르키예인과 서양인으로 구성된 극좌 외국인 자원봉사자들로 이루어져 있다.
여단은 2018년 2월 19일 아프린 전선으로 향한다고 발표했다. 그러나 시리아 민주군은 튀르키예군의 포격과 공습으로 심각한 피해를 입었다. 미하엘 이스라엘 여단은 2018년 3월 22일 아프린에서 철수한다고 발표했으며, 적어도 한 명의 전투원(3월 8일 베르벤 마을에서 공습으로 사망한 튀르키예인 자원봉사자 셰브게르 아라 마흐노)의 사망과 여러 명의 부상자가 발생했음을 인정했다. 일부 전투원들은 이후 시리아 동부로 파견되어 공세에 참여했다.

## 구성
- 통합자유군
  -  여성 자유군
  -  혁명공산당
  -  MLSPB-DC
    -  베튈 알튼달 타부루
    -  세르필 폴라트 타부루

  -  사회적 반란
  -  데브림치 제페
  -  데브림치 카라르가
  -  튀르키예 혁명당
  -  에메크 베 외즈귀를뤼크 제페시
  -  할큰 데브림치 귀츨레리
  -  PDKÖ
  -  아지즈 귈레르 외즈귀를뤼크 귀취 밀리스 외르귀튀
  -  카데르 오르타카야 티미
  -  크즐바쉬 티미
  -  마히르 아르파차이 데브림치 사바쉬 오쿨루
  -  네지데트 아달르 뮈프레제시
  -  스파르타쿠스 티미
  -  셰히트 베드레딘 타부루
- MLKP
  -  MLKP/KKÖ
- TKP/ML TİKKO
- MKP
- 공산주의 재건
- TKEP/L
- RUIS
- 밥 크로우 여단
- 앙리 크라스키 여단
- IRPGF
  -  TQILA
- 테코쉬나 아나르쉬스트 (아나키스트 투쟁)

## 갤러리

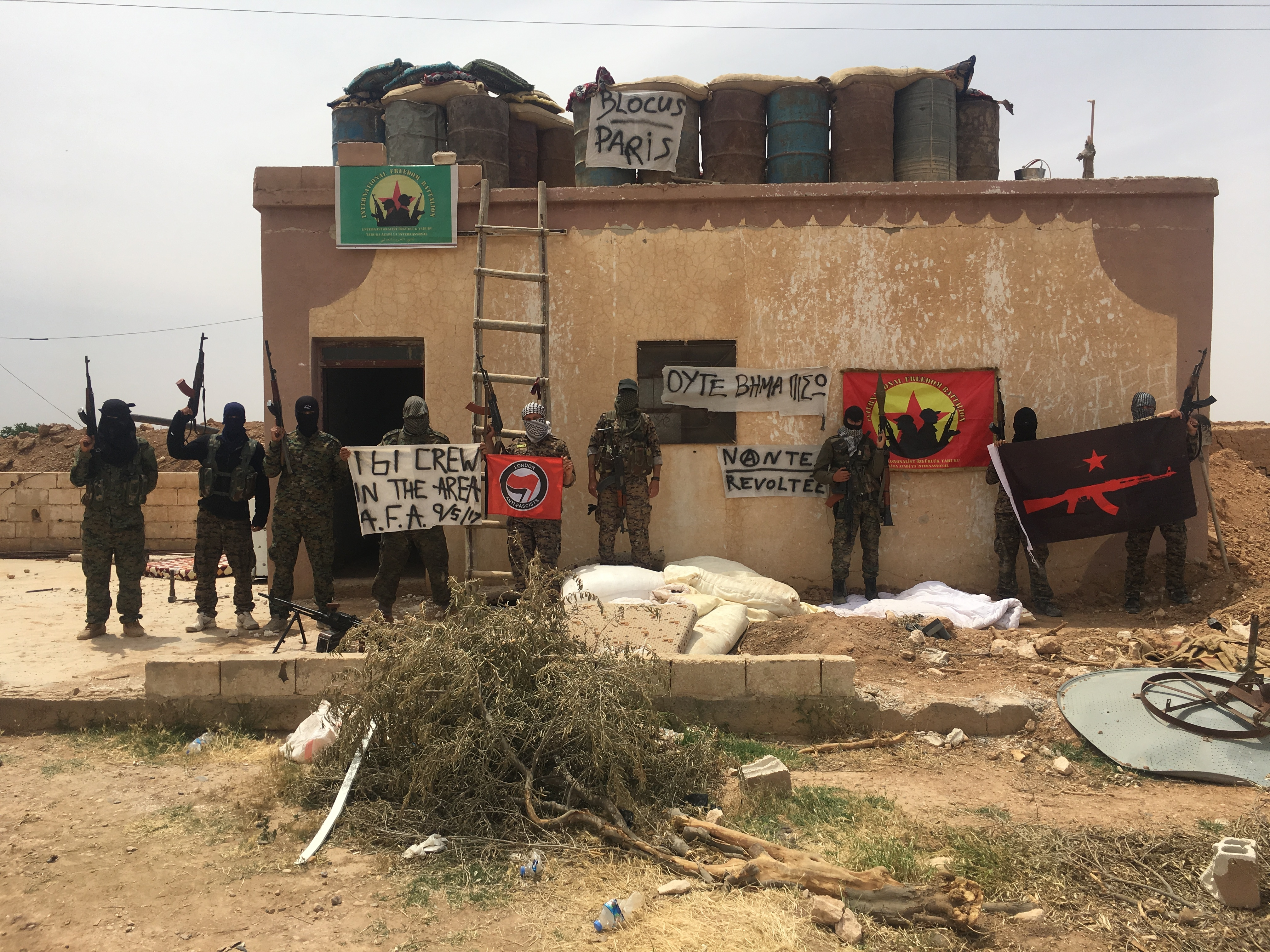
국제자유여단 대원들.
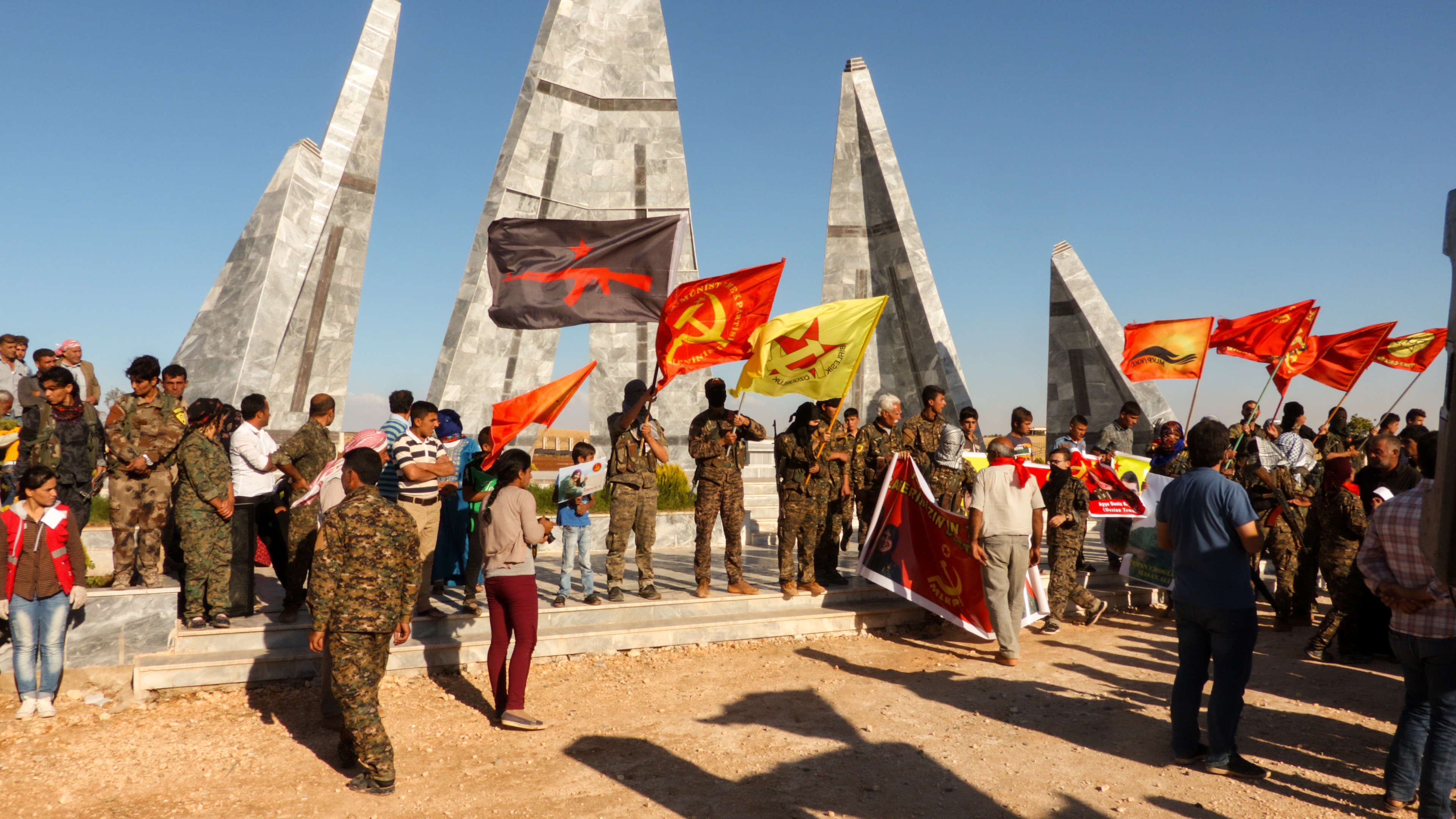
코바니에서 MLKP의 아이셰 데니즈 카라자길 매장식에 참여한 IFB 대원들.
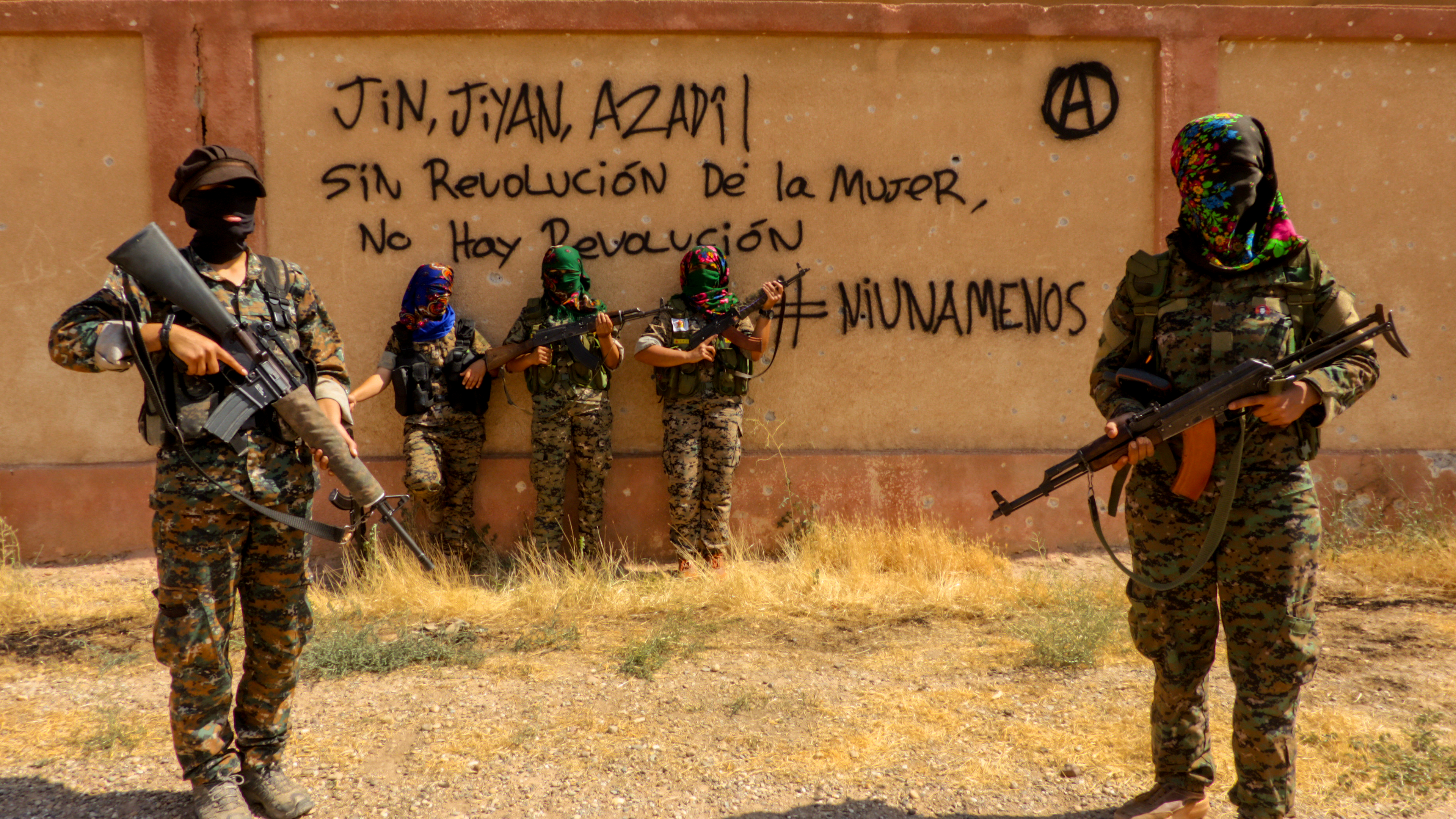
니 우나 메노스와 연대하는 IFB 여성 대원들.
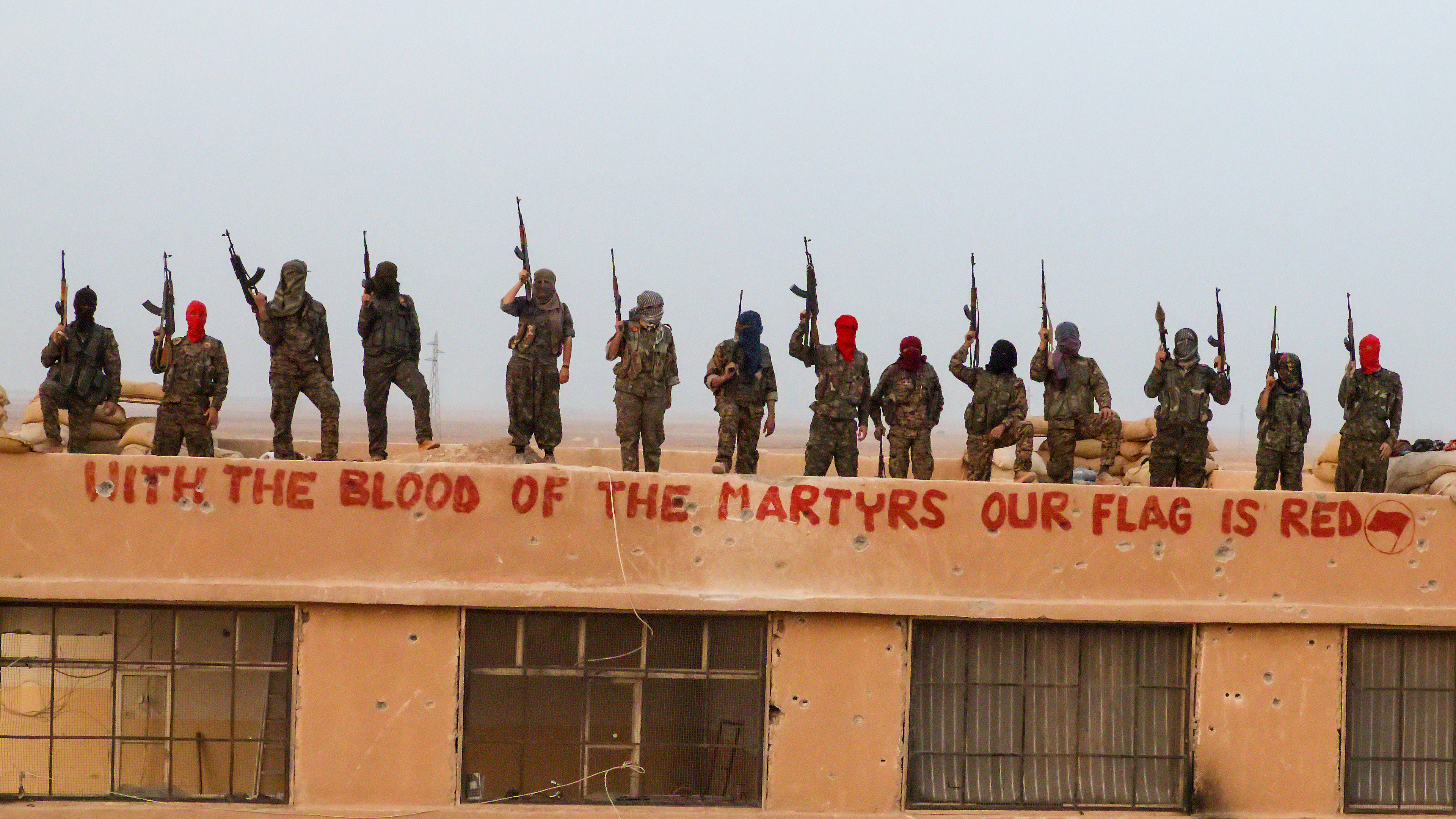
국제자유여단 대원들.
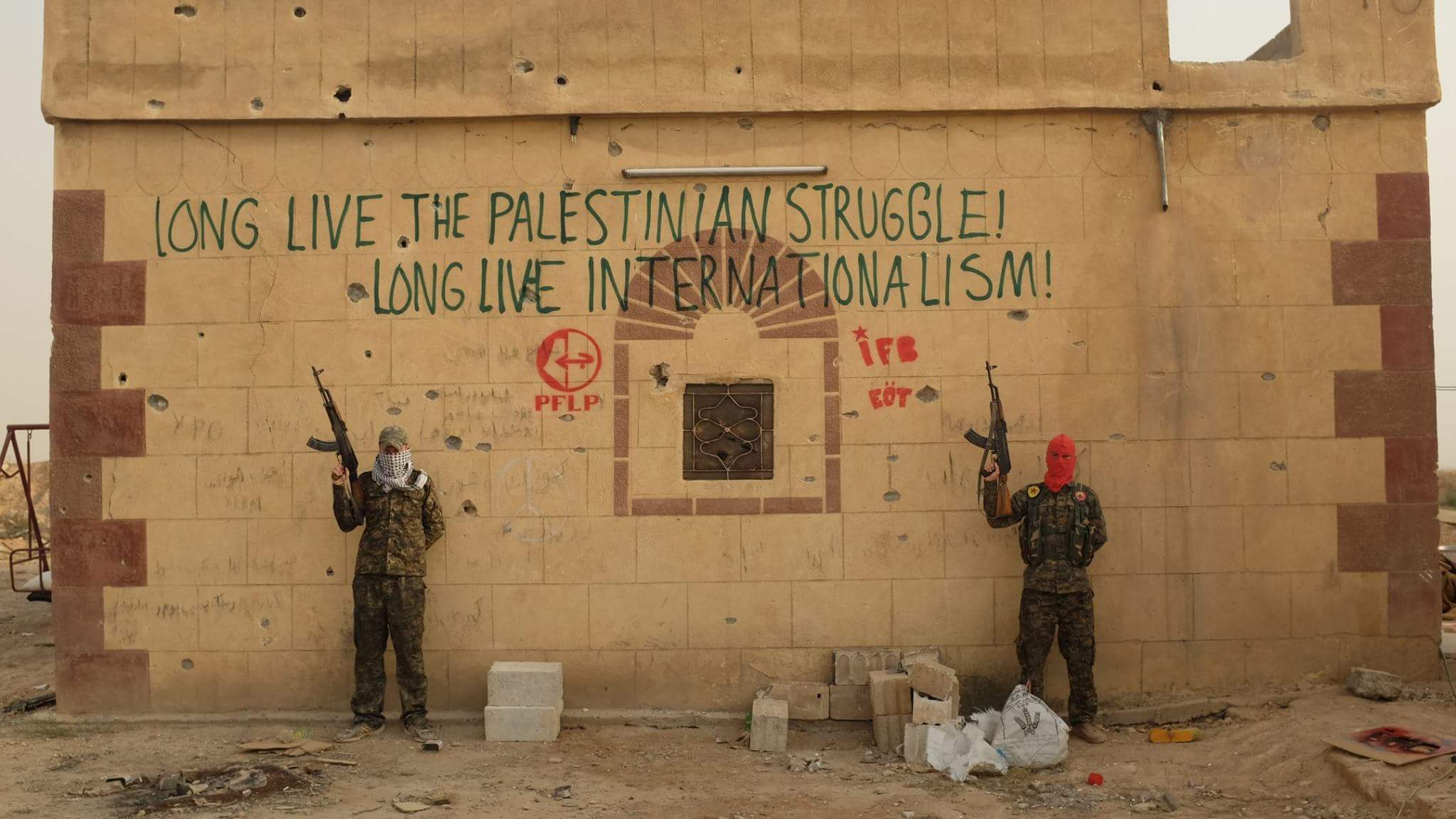
팔레스타인 해방대중전선과 연대하는 IFB 대원들.
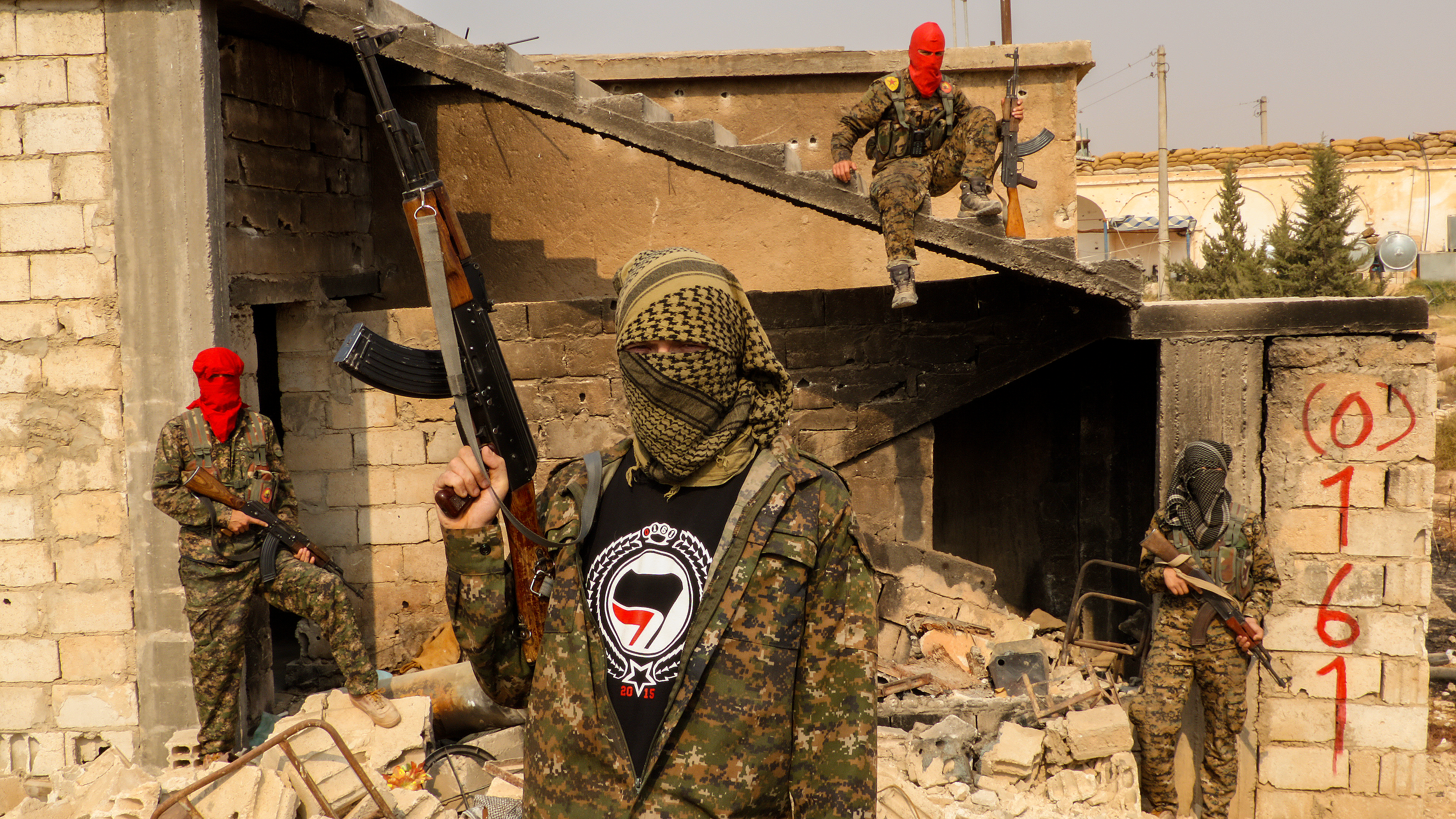
밥 크로우 여단 일부 대원들.

## 주요 사망자
| 사망일자        | 이름                         | 나이 | 국적         | 소속 단체        | 사망 장소                       |
| --------------- | ---------------------------- | ---- | ------------ | ---------------- | ------------------------------- |
| 2015년 3월 2일  | 콘스탄디노스 에리크 스컬필드 | 25   | 영국, 그리스 | YPG              | 텔 쿠젤라                       |
| 2015년 3월 7일  | 이바나 호프만                | 19   | 독일         | MLKP             | 하사카주 탈타메르 인근          |
| 2017년 8월 14일 | 누바르 오잔얀                | 61   | 아르메니아   | TKP/ML           | 락까주 락까                     |
| 2018년 2월 24일 | 하우쿠르 힐마르손            | 31   | 아이슬란드   | YPG, RUIS, MLKP  | 아프린 지구                     |
| 2019년 3월 18일 | 로렌초 오르세티              | 33   | 이탈리아     | TKP/ML (초기) TA | 바구즈 파우카니, 데이르에조르주 |

## 같이 보기
- 반파시스트 국제주의 전선
- 시리아 내전의 교전 단체
- 국제여단
- 우크라이나 국토방위군 국제군단
- 인민통합혁명운동

## 참고 문헌
- Harp, Seth (2017년 2월 23일). “The Anarchists vs. ISIS” (PDF). 《롤링 스톤》 (New York City: Wenner Media LLC). 42–49쪽.
- Foreign Volunteers for the Syrian Kurdish Forces (PDF) (보고서). 애틀랜타: 카터 센터. 2017년 2월 27일.